# Rashid Sharafetdinov
Rashid Sharafetdinov (Unión Soviética, 10 de julio de 1943-21 de noviembre de 2012) fue un atleta soviético especializado en la prueba de 10000 m, en la que consiguió ser medallista de bronce europeo en 1971.

## Carrera deportiva
En el Campeonato Europeo de Atletismo de 1971 ganó la medalla de bronce en los 10000 metros, con un tiempo de 27:56.4 segundos, llegando a meta tras el finlandés Juha Väätäinen (oro con 27:52.8 que fue récord de los campeonatos) y el alemán Jürgen Haase (plata).